# 224a Brigada Mixta (Exèrcit Popular de la República)
La 224a Brigada Mixta va ser una unitat de l'Exèrcit Popular de la República creada durant la Guerra Civil Espanyola.

## Historial
La unitat va ser formada en l'estiu de 1937 amb batallons solts de la Defensa de Costas. La brigada va ser destinada inicialment en missió de vigilància costanera a la regió catalana, posteriorment va passar constituir reserva de l'Exèrcit de l'Est i va acabar adscrita a la 72a Divisió del XVIII Cos d'Exèrcit.
A la fi d'any va ser enviada amb la resta de la 72a Divisió al capdavant de Terol, però la unitat estava encara tan desorganitzada que va ser situada al sud de la Muela i no va intervenir en cap operació. El 7 de març de 1938 va ser enviada, encara mitjanament armada, al sector de Belchite davant la imminent ofensiva franquista a Aragó; després del començament de l'ofensiva, la brigada va ser atropellada i va haver de retirar-se. Uns dies després, el dia 11, va tornar a ser atropellada pels atacs franquistes a la zona entre Escatrón i Casp. La brigada va quedar tan desfeta que va ser dissolta, i les seves restes posat sota control de l'Agrupació Autònoma de l'Ebre.
El 19 d'abril es va adjudicar aquesta numeració a una nova brigada formada per batallons procedents de la 124a Brigada Mixta, i va quedar enquadrada en la 60a Divisió del XVIII Cos d'Exèrcit. El comandant de la nova 224a BM va ser el major de milícies Antonio Moya Gabarrón. Després del començament de la batalla de l'Ebre, la brigada va ser enviada al nou front de combat. El 30 de juliol la unitat va arribar al sector Faió-Vilalba dels Arcs com a reserva del XV Cos d'Exèrcit. Quatre dies després va rellevar les forces de la 16a Divisió en les posicions que ocupaven entre la Pobla de Massaluca i Quatre Camins. El 19 d'agost la brigada va haver de fer front a una ofensiva franquista al triangle Vilalba-Corbera-Vèrtex Gaeta, on va resistir les envestides enemigues durant vuit dies. Malgrat això, durant els combats la moral de la unitat va quedar molt infringida i va sofrir nombroses desercions. Seria rellevada per elements de la 42a Divisió, després de la qual cosa va passar a cobrir el sector del Baix Ebre. Va participar en les primeres operacions de la Campanya de Catalunya, on va quedar greument infringida.
Després del col·lapse del front del Segre, la brigada es va retirar cap a la frontera francesa.

## Comandaments
Comandants
- Comandant d'Infanteria Juan Calvo Calvo
- Major de milícies Antonio Moya Gabarrón

Comissaris
- Ignacio Fernández, del PCE.